# Alderney Railway
| |                      |                                            |                         |
| Streckenlänge: | 3,2 km               |                                            |                         |
| Spurweite: | 1435 mm (Normalspur) |                                            |                         |
| |                      |                                            |                         |
| \| \| \| Bahnbetriebswerk \| \| \| \| \| Mannez Quarry \| \| \| \| \| Chateau a L'Etoc \| \| \| \| \| Whitegates \| \| \| \| \| Eclipse Halt \| \| \| \| \| Newtown Road \| \| \| \| \| Braye Road \| \| \| \| \| \| \| \| \| \| Inner Harbour \| \| \| \| \| Fort Doyle (Crabby Bay) \| \| \| \| \| Spitze des Wellenbrechers an der Braye Bay \| \| |                      |                                            |                         |
| Betriebsstelle Streckenanfang |                      | Bahnbetriebswerk                           | Bahnbetriebswerk        |
| Bahnhof |                      | Mannez Quarry                              | Mannez Quarry           |
| Abzweig geradeaus, ehemals nach rechts und ehemals von rechts |                      | Chateau a L'Etoc                           | Chateau a L'Etoc        |
| Bahnübergang |                      | Whitegates                                 | Whitegates              |
| Haltepunkt / Haltestelle |                      | Eclipse Halt                               | Eclipse Halt            |
| Bahnübergang |                      | Newtown Road                               | Newtown Road            |
| Kopfbahnhof Strecke ab hier außer Betrieb |                      | Braye Road                                 | Braye Road              |
| Bahnübergang (Strecke außer Betrieb) |                      |                                            |                         |
| Abzweig geradeaus und von rechts (Strecke außer Betrieb) |                      | Inner Harbour                              | Inner Harbour           |
| Abzweig geradeaus und von links (Strecke außer Betrieb) |                      | Fort Doyle (Crabby Bay)                    | Fort Doyle (Crabby Bay) |
| |                      | Spitze des Wellenbrechers an der Braye Bay |                         |

Die Alderney Railway ist eine normalspurige Eisenbahn auf der Kanalinsel Alderney, die ursprünglich aus militärischen Gründen gebaut wurde und heute als Museumsbahn genutzt wird.

## Geschichte
In den 1840er Jahren wurde im Bereich der Braye Bay mit dem Bau umfangreicher Festungsanlagen begonnen. Die Baumaterialien stammen aus Steinbrüchen am östlichen Ende der Insel. Zur Durchführung der Materialtransporte für den Festungsbau wurde von der britischen Admiralität nach jahrelangen Vorarbeiten im Jahr 1847 die Alderney Railway als erste staatliche Eisenbahn Großbritanniens eröffnet.
Im Zuge des Festungsbaus wurde ein Hafen errichtet, zu dem ein Wellenbrecher gehört, der ursprünglich 1430 Meter lang war. Da der Unterbau des Wellenbrechers ständig erneuert werden musste, blieb die Bahn auch nach dem Abschluss der Bauarbeiten im Betrieb.
Im Jahr 1854 besichtigte das britische Königspaar die Insel und bereiste auch die Alderney Railway, die ansonsten nur im Güterverkehr genutzt wurde. Die Bahn diente ihrem ursprünglichen Zweck bis 1921, als sie zusammen mit den Steinbrüchen an die Brookes Ltd. verpachtet wurde. Brookes, zu diesem Zeitpunkt der größte Arbeitgeber auf Alderney, exportierte Granit-Schotter für den Straßenbau und lieferte weiterhin das Material für den Unterhalt des Wellenbrechers.
Nach der deutschen Besetzung 1940 wurden die Gleisanlagen größtenteils demontiert und die Trasse teilweise von Feldbahnen mit 600-mm-Spurweite genutzt. Nach dem Abzug der deutschen Truppen 1945 wurden die normalspurigen Anlagen vom britischen Verteidigungsministerium wieder aufgebaut und für den Unterhalt des Wellenbrechers genutzt. 1958 endete der Dampfbetrieb mit der Anlieferung der ersten Diesellok. Mitte der 1970er-Jahre ging die Zuständigkeit für Wellenbrecher und Eisenbahn an das Innenministerium, wo man versuchte, die Bahn touristisch zu nutzen. Die Strecke wurde schließlich an die „Alderney Railway Society“ verpachtet, die am 5. März 1980 den Betrieb aufnahm.
Die Touristenzüge verkehren heute regelmäßig nachmittags an Wochenenden von Ostern bis Ende September, weitere Züge werden im Sommer und vor Weihnachten eingesetzt. Die Fahrtzeit in einer Richtung beträgt 15 Minuten.

## Streckenführung
Der erste, heute nicht mehr befahrene Abschnitt der Strecke beginnt an der Spitze des Wellenbrechers an der Braye Bay und verläuft auf dessen Krone zum Hafen. Die Strecke führt weiter durch den Hafen Richtung St. Anne zur heutigen Endhaltestelle an der Braye Road, an der die Züge der Museumsbahn beginnen. Die Strecke führt in einigem Abstand zum Ufer entlang der Küste vorbei an Steinbrüchen und Befestigungsanlagen an die Ostspitze der Insel, wo die Bahn im Mannez Quarry endet. Der befahrene Streckenabschnitt ist heute ca. zwei Meilen lang.
Zur Sonnenfinsternis vom 11. August 1999 wurde, einmalig, der Zwischenstopp Eclipse Halt eingefügt.

## Rollmaterial
Über den Fahrzeugeinsatz vor der deutschen Besatzung gibt es kaum Quellen. Bekannt ist der Einsatz einer zweiachsigen, von Pecket & Sons gebauten Satteltank-Lokomotive und einer Anzahl einfacher zweiachsiger Seitenkipper für den Gütertransport.
Nach dem Ende des Zweiten Weltkrieges waren auf Alderney keine brauchbaren Fahrzeuge mehr vorhanden. Für die Materialtransporte wurden zunächst 24 Seitenkipp-Wagen aus amerikanischer Produktion und eine kleine zweiachsige Dampflok mit stehendem Kessel nach Alderney gebracht. Die Dampflok erhielt den Namen „Molly“, die Kippwagen wurden wegen ihrer Herkunft „Yankees“ genannt. 1958 übernahm eine zweiachsige Diesellok von Ruston Hornsby, die ebenfalls „Molly“ genannt wurde, den Betrieb. Diese Fahrzeuge waren mit einer Mittelpufferkupplung nach amerikanischen System ausgerüstet. „Molly“ ist heute noch vorhanden, kann aber wegen der Kupplungs- und Brems-Bauart nicht im Personenzugdienst eingesetzt werden.
Der Museums-Personenzugbetrieb wurde 1980 mit zwei Wickham-Kleinbahnwagen, von denen mittlerweile sechs auf die Insel gelangt sind, aufgenommen. 1982 wurde eine zweiachsige Bagnall-Dampflok namens „J.T. Daly“ beschafft und mit zwei offenen Personenwagen bis Mitte der 1990er Jahre eingesetzt. Dann wurden die Fahrzeuge nach Jersey abgegeben, da die Dampflok nur wenig benutzt wurde und zu teuer im Unterhalt war. 1984 kam eine weitere zweiachsige Diesellok Bauart Drewry nach Alderney. Diese Lok wurde bei Vulcan in Newtown gebaut und dort bis zum Ende des Lokomotivbaus als Werklok eingesetzt. Seit 1985 trägt diese Lokomotive namens „Elizabeth“ mit der Nummer D100 die Hauptlast des Betriebes.
Für die Personenbeförderung wurden 1987 zwei 1938 gebaute U-Bahn-Wagen der London Underground beschafft, die auf Alderney von einer Diesellokomotive gezogen wurden. Wegen des rauen Seeklimas verschlechterte sich der Zustand der Wagen zusehends, so dass sie 2000 ausgemustert und verschrottet werden mussten. Als Ersatz wurden wiederum zwei U-Bahn-Wagen Baujahr 1959 mit den Nummern 1044 und 1045 aus London beschafft, die seit 2001 eingesetzt werden und wegen der Aluminiumbauweise das Klima besser verkraften sollen.
Wegen unzureichender Verladeanlagen im Hafen ist der Transport der Fahrzeuge von und zum Festland problematisch, so dass die Dieselloks in Einzelteilen geliefert werden mussten. Die U-Bahn-Wagen wurden mit Landungsbooten der Armee transportiert.

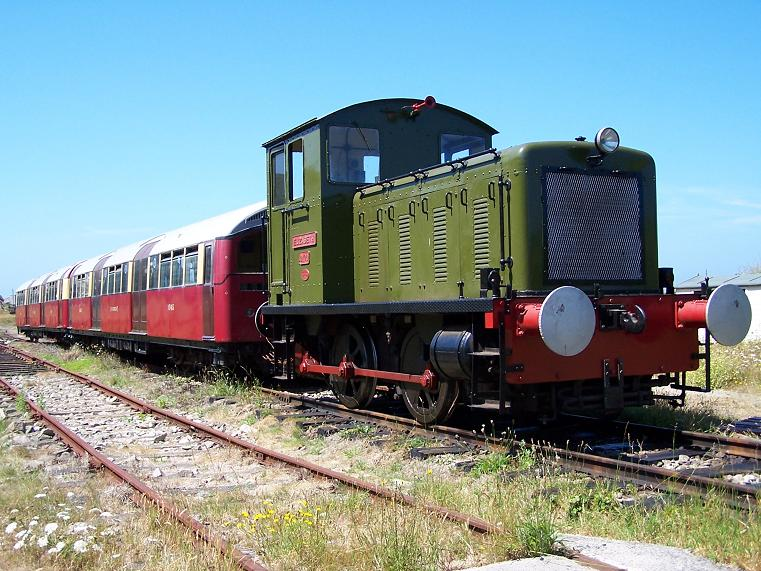
Lok mit Londoner Tube-Waggons, Alderney Railway
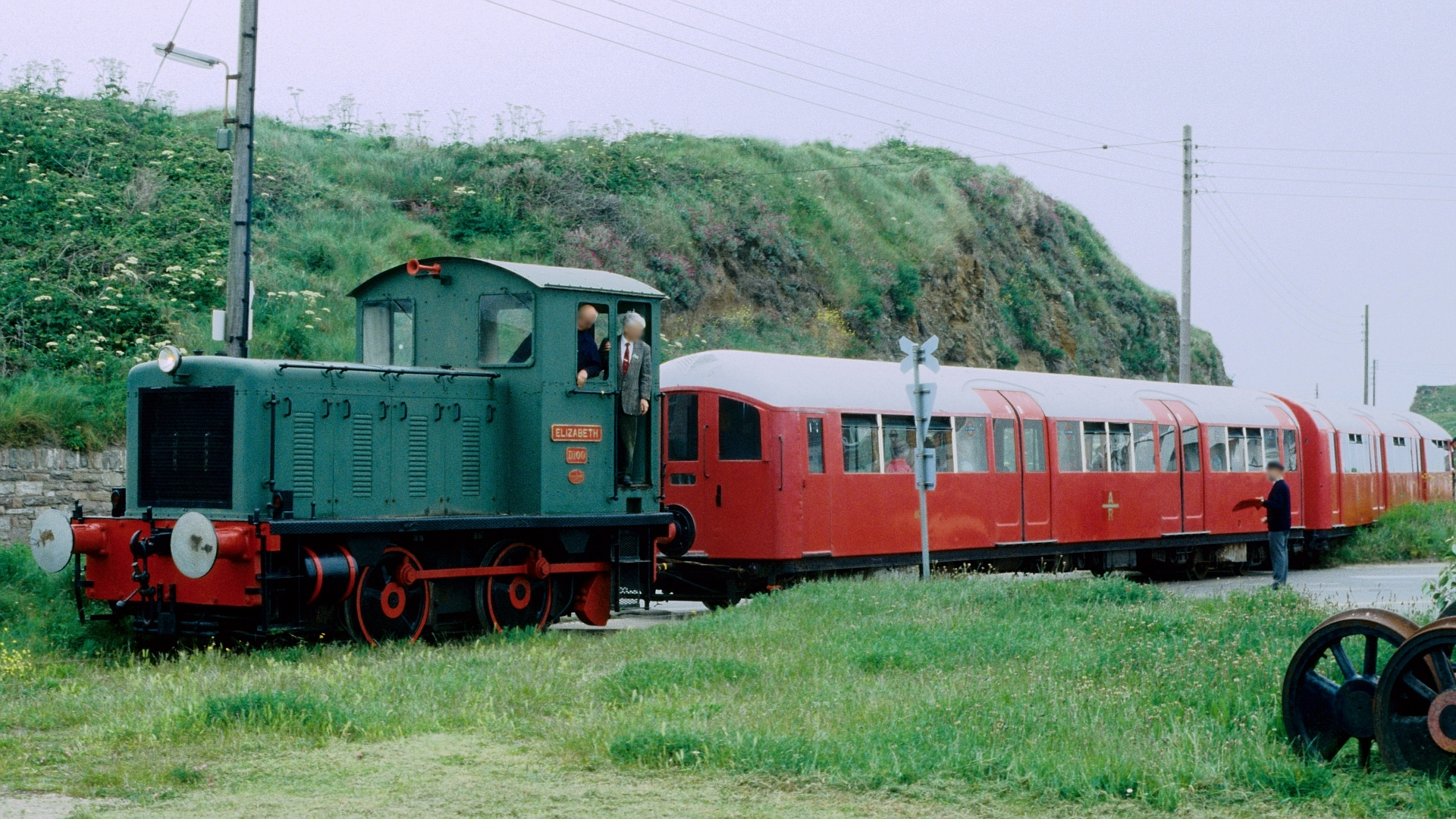
Diesel-Lok D100 Elizabeth mit Londoner U-Bahn-Wagen (1993)
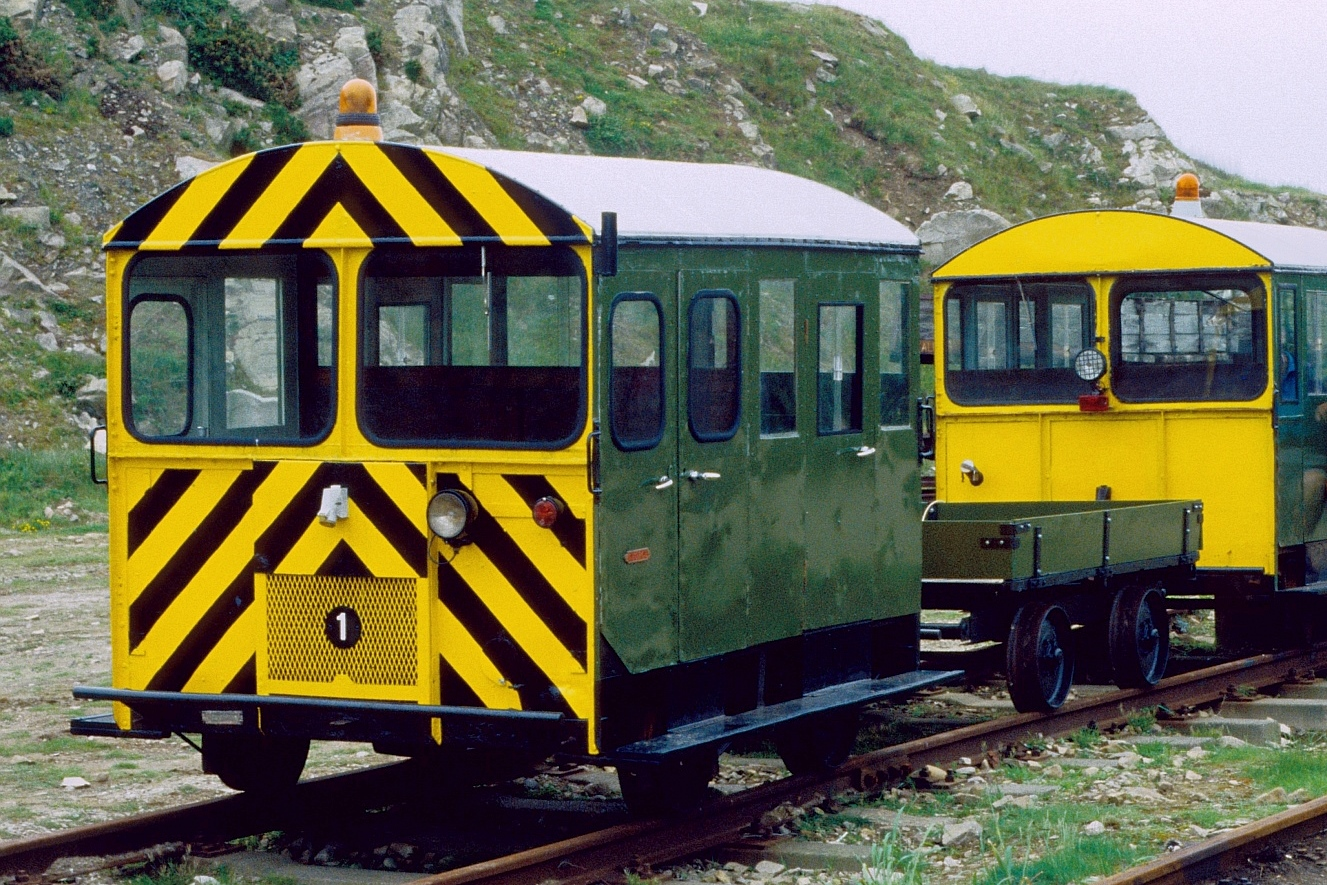
Wickham Railcar in Mannez Quarry (1993)
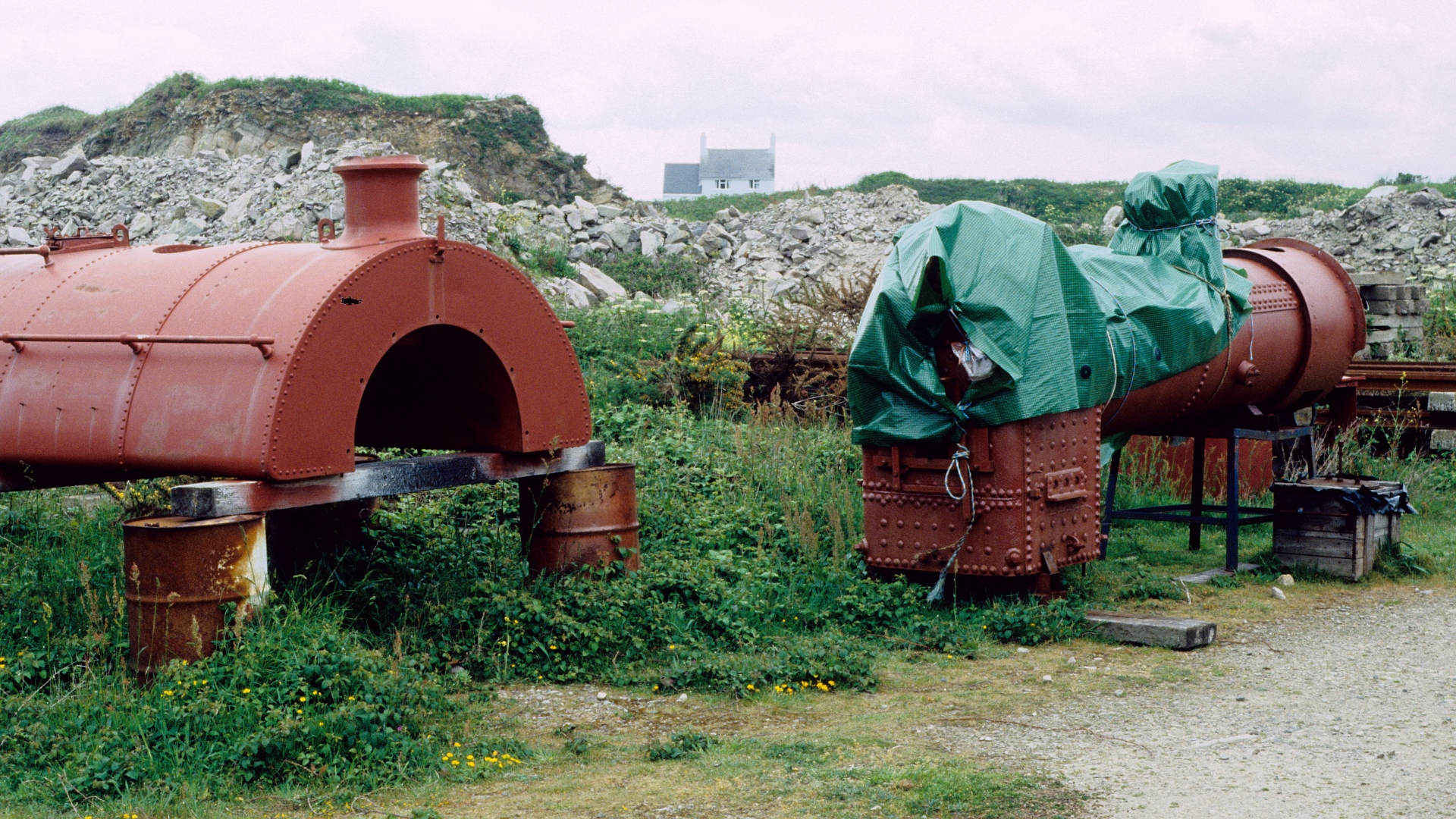
Teile einer Satteltank-Lok werden restauriert (1993)
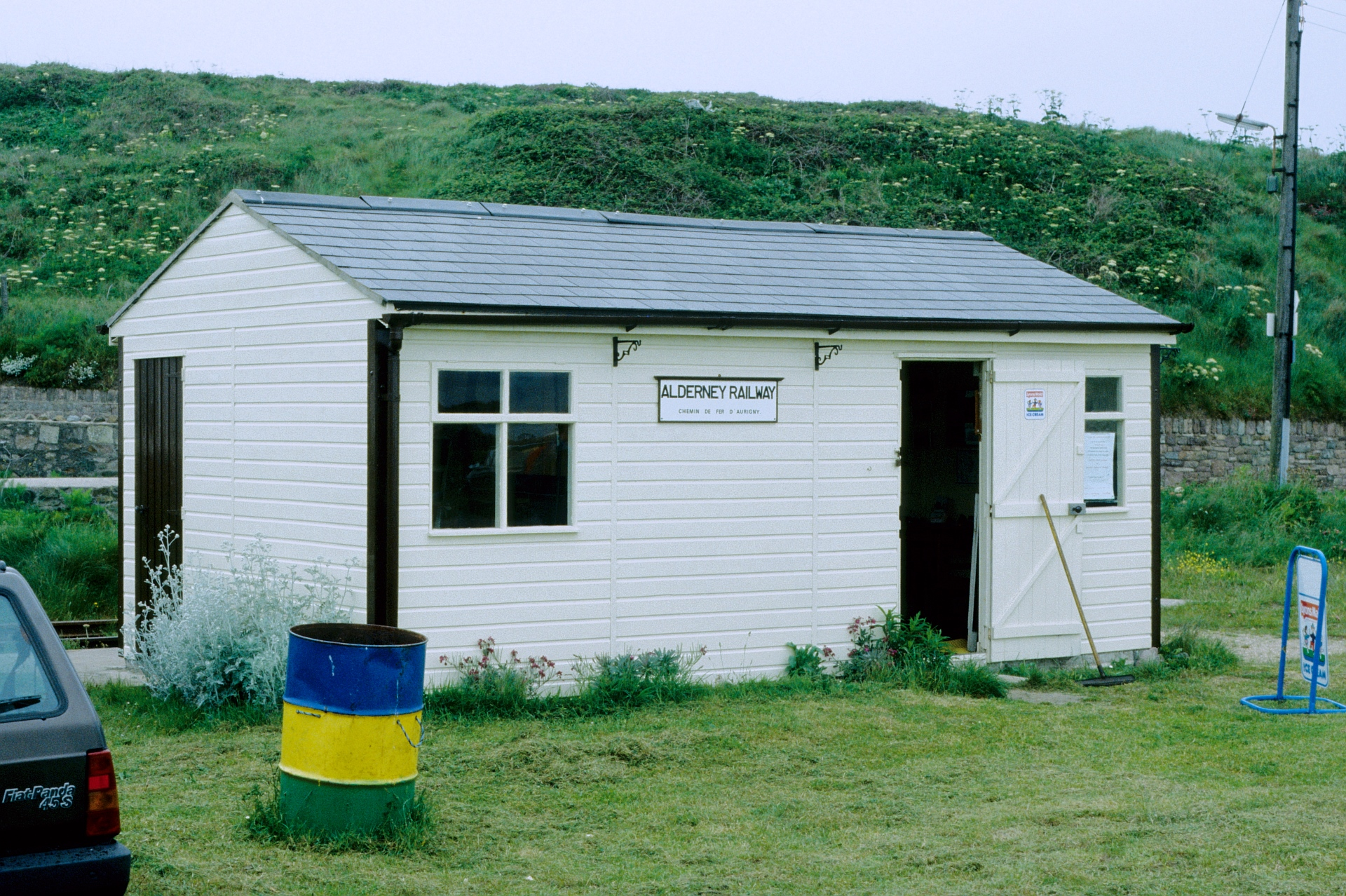
Station Braye Road der Alderney Railway (1993)